# François Joseph Noël-Billion
Pour les articles homonymes, voir Billion et Noël.
François Joseph Billion dit Noël-Billion est un homme politique français né le 4 mars 1752 à Arras (Pas-de-Calais) et décédé le 14 mars 1829 au même lieu.

## Biographie
Administrateur du directoire du district d'Arras, puis administrateur et président des hospices civils, il est élu député du Pas-de-Calais au Conseil des Cinq-Cents le 25 germinal an VII. Favorable au coup d'État du 18 Brumaire, il est nommé juge au tribunal civil d'Arras en 1800.

## Sources
- « François Joseph Noël-Billion », dans Adolphe Robert et Gaston Cougny, Dictionnaire des parlementaires français, Edgar Bourloton, 1889-1891 [détail de l’édition]